# Sonya Blade
 (juin 2018).
Si vous disposez d'ouvrages ou d'articles de référence ou si vous connaissez des sites web de qualité traitant du thème abordé ici, merci de compléter l'article en donnant les références utiles à sa vérifiabilité et en les liant à la section « Notes et références ».
Sonya Blade (appelée parfois Lt. Sonya Blade ou tout simplement Sonya) est un personnage de jeu vidéo dans la série Mortal Kombat.
Elle est la première combattante, les précédents personnages étant des hommes (Kitana n'apparaîtra que dans le second épisode). Elle est Lieutenant dans les Special Forces.
C'est une alliée de Jax, lui aussi membre des forces spéciales des États-Unis. Par ailleurs dans les films et la bande-dessinée on apprend qu'elle a de l'attirance pour Johnny Cage.
Elle a été créée à partir de l'actrice Cynthia Rothrock.

## Physique
Sonya a été le seul des sept personnages jouables dans le premier Mortal Kombat dont le physique a changé tout au long de la série. Dans le premier jeu, elle a simplement eu un costume vert avec des cheveux courts et un bandeau. Dans Mortal Kombat II dans lequel elle n'est pas jouable, elle porte les mêmes vêtements. Dans le troisième épisode, du blanc et du noir ont été rajoutés à ses habits.
Depuis Deadly Alliance, elle a tendance à légèrement exhiber ses sous-vêtements. Dans Deadly Alliance et Armageddon, elle a un style militaire avec une veste, une chemise déchirée, pantalon serré et des bottes noires. Dans Shaolin Monks, elle porte un piercing. Dans Mortal Kombat 4, sa caractéristique principale est une casquette noire.
Dans Mortal Kombat vs DC Universe, Sonya est habillée d'un tee-shirt blanc laissant apparaître son ventre et d'un pantalon noir. Elle coiffe ses longs cheveux blonds en natte et une mèche tombe devant son visage.
Dans les 2 premiers films tirés de la série de jeux vidéo elle combat le plus souvent en débardeur et en mini-short contrairement aux autres femmes.

## Biographie

### Mortal Kombat
Le Lieutenant Sonya Blade fait partie des Forces Spéciales, une organisation anti-crime basée sur l'Earthrealm. Sonya est à la tête d'une équipe qui poursuit Kano, celui qui a tué son frère. Cependant ce dernier parvient à monter à bord du bateau menant au lieu où se déroule le tournoi. Sonya et ses troupes le poursuivent mais tombent dans un piège tendu par Shang Tsung. Les hommes de Sonya sont faits prisonniers et elle n'a d'autre choix que de participer au tournoi pour les libérer.
Cependant Shang Tsung ne tient pas sa promesse. Il triche et la capture. Il l'emmène dans Outworld comme distraction pour Shao Kahn.

### Mortal Kombat II
Dans Mortal Kombat II, Sonya n'est pas jouable parce qu'elle est retenue prisonnière avec Kano par Shao Kahn (on peut d'ailleurs la voir attachée sur la droite dans le décor de Shao Kahn).
Elle réussira à envoyer un message à Jax .Elle sera contrainte de s'allier à Kano pour survivre dans l'Outworld. Elle parviendra à s'en échapper, mais dès qu'elle eut franchi le portail de la terre Kano parvint également à s'échapper de l'Outworld en la suivant.

### Mortal Kombat 3
Originellement, Sonya n'était pas prévue dans Mortal Kombat 3, mais les fans demandèrent son retour, car Kitana était moins charismatique qu'elle. Elle fut l'un des premiers personnages annoncés.
Après avoir essayé sans succès de prévenir le gouvernement des États-Unis du grand danger qu'encoure la Terre à cause de Shao Kahn, Sonya et Jax décident de participer au prochain tournoi pour défendre eux-mêmes la Terre.  Lorsque le jour fatidique arrive, Shao Kahn prend toutes les âmes humaines, excepté celles de quelques-uns, dont Sonya. Cette dernière finit par se retrouver face à Kano au sommet d'un gratte-ciel. Après une bataille acharnée Kano prend le dessus et Sonya feint d'être morte. Cependant quand Kano s'avance Sonya lui fait une prise avec ses jambes qui le fait tomber dans une chute censée lui être mortelle. Kano en tombant lui arrachera une mèche de cheveux.

### Mortal Kombat 4
Sonya est devenue une membre d'une organisation visant à combattre l'Outworld, l'Outworld Investigation Agency, composée de multiples kombattants du bien. Sonya et Jax font équipe avec Raiden et Liu Kang  pour empêcher le terrible dieu Shinnok de revenir sur terre. Après la défaite de Shinnok, dont Jarek, un de leurs ennemis les ayant aidés sans le vouloir, Sonya et Jarek mais Jax intervient et le fait tomber dans une falaise, le laissant pour mort. Ils réussissent à rendre à Cyrax, l'un des trois ninjas cybernétiques, son apparence humaine d'antan. Pour leur témoigner leur reconnaissance il les rejoindra.

### Mortal Kombat: Deadly Alliance
Sonya travaille toujours pour l’Outworld Investigation Agency. Alors qu'elle tente de démanteler les deux groupes criminels du Dragon Noir et du Dragon Rouge elle retrouve avec Jax un message qui avait été détruit par un complice de Shang Tsung et Quan Chi qui travaille dans l'agence. Dans ce message elle apprend qu'une nouvelle menace de l'Outworld est proche. Cependant ils n'ont aucun moyen de prévenir les autres. Raiden, son ancien ami et allié, lui rend visite pour lui demander de rejoindre son équipe afin de combattre la Deadly Alliance créée Par Shao Kahn, qui comporte les meilleurs Kombattans œuvrant pour le bien (Jax n'en fera pas partie). Elle accepte mais lui exprime son inquiétude quant à l'impuissance de la Terre contre l'Outworld.
Parallèlement elle recherche Cyrax et Kenshi, deux membres de l'Outworld Investigation Agency disparus bizarrement lors de la création de la Deadly Alliance, semble-t-il dans l'Outworld. Sonya va sur l'île-forteresse de Shang Tsung et tombe sur le nouveau Sub-Zero, ainsi que son apprentie Frost, qui sont de leur côté. Elle se rend compte qu'elle n'apprécie pas du tout Frost, avec qui elle devient très vite rivale. Les deux kombattantes se battent et Sonya l'emporte facilement, étant une kombattante depuis beaucoup plus longtemps que Frost. Cependant leurs compagnons les arrêtent avant que le combat ne soit réellement achevé car ils avaient beaucoup d'autres préoccupations. Cependant Sonya reste persuadée que Frost n'est pas digne de confiance.
Raiden apparait durant la nuit pour annoncer que pour entrer dans l'Outworld chaque kombattant se verra attribuer une personne à combattre que les organisateurs du tournoi Mortal Kombat auront considérée comme un rival. Alors que Sonya s'attend à affronter Frost, elle est confrontée à un homme inconnu avec un dragon rouge dans le dos.
Sonya arrivée dans l'Outworld combat la Deadly Alliance avec ses compagnons. Dans cet affrontement Sonya, Jax et Johnny Cage trouveront la mort.

### Mortal Kombat: Mystification
Onaga, avec son aptitude à utiliser les morts, ressuscite les kombattants décédés durant le combat de Deadly Alliance, dont Sonya, Jax et Johnny et les réduit en esclavage.
Cependant comme dans Armageddon, Sonya est normale, il semble que les morts réduits en esclavage aient été libérés à la défaite de Onaga.

### Mortal Kombat: Armageddon
Sonya doit affronter les Tekunin, des cyber-ninjas, menés par Sektor. Au début de leur lutte, Sonya semble dominer la bataille lorsque Sektor intervient. Sonya lui ordonne de se rendre mais Sektor ne veut rien entendre. Elle détruit le phare, mais Taven et quelques ennemis survivront et s'enfuiront. Elle enverra Jax les poursuivre, mais perd le contact et craint qu'il ne soit mort.
Elle réussit à capter un signal que Sektor, n'ayant pas confiance en Taven, lui avait placé dessus, et le suit. Elle tombera sur un monstre de glace qu'elle combattra.
Dans son scénario Sonya défait Blaze, qui lui offre toute la puissance qu'elle désire. Lorsque Kano arrive pour la tuer, la puissance de Sonya a considérablement augmenté. Elle utilise ses nouveaux pouvoirs, et cela suffit à réduire Kano en tas de cendre. Elle tuera tous les membres du Dragon Noir et du Dragon Rouge, amenant ainsi la création d'une nouvelle ère de paix.

### Mortal Kombat vs. DC Universe
Dans Mortal Kombat vs. DC Universe, les mondes de Mortal Kombat et de l'Univers DC fusionnent et seul un des mondes survivra, celui dont les combattants auront vaincu les autres. Sonya est donc forcée de s'allier non seulement avec les bons mais aussi les méchants de son monde. Elle combattra de nombreux personnages DC dont Catwoman et Le Joker (ce dernier lui fera la cour en lui offrant une fleur avant de tenter de lui balancer au visage de l'acide sorti de la fleur).

## Dans les films
Sonya Blade apparait dans les deux films Mortal Kombat. Son personnage est interprété par Bridgette Wilson dans le premier film alors que dans le second c'est Sandra Hess qui l'incarne. C'est l'actrice Jessica McNamee qui lui prêtera ses traits dans la nouvelle adaptation produit par James Wan et dont la sortie est prévue pour 2021.

### Mortal Kombat
Shang Tsung, aidé par Shao Kahn, tente de contrôler la Terre pour répandre le mal et le chaos. Pour y parvenir, il suffit de remporter le « Mortal Kombat », un tournoi titanesque dont le vainqueur a toujours été le prince Goro, homme-dragon du royaume de Shokan. Le dieu du tonnerre Raiden forme alors une équipe dont Sonya, Johnny Cage, Liu Kang et Kitana font partie. Elle combattra donc du côté des héros et empêchera Shang et Shao de faire régner le mal.

### Mortal Kombat: Destruction finale
Shao Kahn et Shang Tsung sont de retour. L'équipe de Raiden doit de nouveau les affronter. Tous les membres de la précédente équipe sont là, et Jax s'y ajoutera. Elle assistera impuissante avec les autres à la mort de Johnny puis affrontera Ermac qui est du côté de leurs ennemis. Ermac se dédoublera et elle se fera battre mais sera sauvée in extremis par Jax qui s'occupera du plus faible des deux. Finalement Sonya achèvera son ennemi en lui brisant la nuque avec ses jambes alors qu'il est à terre. Finalement le monde est sauvé et Raiden rejoint les esprits qui organisent le Mortal Kombat en souhaitant bonne chance à ses amis.

## Dans la série animée
Dans Mortal Kombat : Les Gardiens du royaume (Mortal Kombat: Defenders of the Realm), Sonya est un des principaux personnages. C'est Olivia d'Abo qui s'occupe de sa voix Américaine. Sa vendetta contre Kano est exploitée dans deux épisodes en particulier.

## Dans la bande dessinée
Sonya est l'un des principaux personnages. Elle affronte Kano et réussit enfin à le capturer, mais il est libéré par ses partenaires du gang du Dragon Noir.
Dans la deuxième série, Battlewave, Sonya enquêtait sur une attaque brutale contre Jax. Convaincue que seule une personne de Outworld pourrait infliger de telles blessures, elle s'aventure sur l'île de Shang Tsung et tombe dans une embuscade Kitaro. Elle est endoctrinée par des reptiles qui l'obligent à se marier avec Shao Kahn, mais les guerriers de la Terre interviennent au cours de la cérémonie et Sonya parvient à se libérer de la transe.

## Apparitions

### En tant que personnage jouable
- Mortal Kombat (1992)
- Mortal Kombat 3 (1995)
- Mortal Kombat Trilogy (1996)
- Mortal Kombat 4 (1997)
- Mortal Kombat Gold (1997)
- Mortal Kombat Advance (2001)
- Mortal Kombat: Deadly Alliance (2002)
- Mortal Kombat: Armageddon (2006)
- Mortal Kombat vs. DC Universe (2008)

### En tant que personnage non jouable
- Mortal Kombat II (1993)
- Mortal Kombat: Mystification (2004)
- Mortal Kombat: Shaolin Monks (2005)
- Mortal Kombat: Unchained (2006)